# Dividend
Dividendul reprezintă o parte din profitul net care vine pentru o acțiune emisă de o societate pe acțiuni (societate de capitaluri anonimă sau în comandită pe acțiuni), care revine fiecărui acționar în raport cu acțiunile pe care le posedă.
Dividendul mai este definit și ca o distribuire în bani sau în natură, efectuată de o persoană juridică unui participant la persoana juridică, drept consecință a deținerii unor titluri de participare la acea persoană juridică, exceptând următoarele:
- o distribuire de titluri de participare suplimentare care nu modifică procentul de deținere a titlurilor de participare ale oricărui participant la persoana juridică;
- o distribuire în bani sau în natură, efectuată în legătură cu răscumpărarea titlurilor de participare la persoana juridică, alta decât răscumpărarea care face parte dintr-un plan de răscumpărare, ce nu modifică procentul de deținere a titlurilor de participare al nici unui participant la persoana juridică;
- o distribuire în bani sau în natură, efectuată în legătură cu lichidarea unei persoane juridice;
- o distribuire în bani sau în natură, efectuată cu ocazia reducerii capitalului social constituit efectiv de către participanți.

Dividendele se distribuie periodic, fiind plătite în numerar, pachete adiționale de acțiuni în cadrul societății sau ambele. și trebuie declarate ca venit în anul în care sunt primite, fiind impozabile.
Etapele stabilirii valorii dividendului de plată sunt următoarele:
- previziunea fluxurilor de numerar (cash – flow -urilor) suplimentare, rezultate după scăderea fondurilor necesare pentru realizarea investițiilor, din fluxurile pozitive de fonduri generate în mod normal de către firma, pe termen lung;
- plata unor dividende constante pe baza previziunii realizate;
- în cazul în care realitatea depășește așteptările, plata unui bonus sub forma unui dividend suplimentar. Dacă modificarea în nivelul cash –flow - urilor are un caracter permanent, se modifică gradual nivelul dividendelor odată cu o politica de informare a acționarilor legată de motivele și implicațiile acestei modificări.

Dividendele in Romania, pot reprezentanta si profitul unei companii, acesta se incaseaza oricand de catre orice companie care nu a atins pragul de 1.000.000 € pe an si ramane cu statutul de "micro".